# Кремнієвий ліс
Кремнієвий ліс (англ. Silicon Forest, Силіконовий ліс) — науково-виробничий район високих технологій у західній частині Великого Портланду переважно між містами Гіллсборо (Орегон) і Бівертон округу Вашингтон.

## Опис
Названий за своїм попередником науково-виробничим районом «Кремнієва долина». Головними напрямками промисловості району є тестувальні й вимірювальні прилади (Tektronix), комп'ютерні чипи (Intel й ряд малих виробників напівпровідників), електронні дисплеї (InFocus, Planar й Pixelworks) та принтери (Hewlett-Packard Co , Xerox й Epson). Виробництво напівпровідників є серцем промисловості Кремнієвого лісу. Фокус промислового району на чистих високотехнологічних виробництвах.
Спочатку Кремнієвий ліс відносився до конгломерату підприємств округу Вашингтон на північному заході Оригону. Проте нині може відноситися до всіх високотехнологічних підприємств штату.

## Історія
Високотехнологічний район почав формуватися у Портландській агломерації у 1940-х роках з Tektronix й Electro Scientific Industries (ESI). Tektronix переїхав з Портланда на захід у округ Вашингтон у 1951 році, а ESI зробила це у 1962 році. Третім підприємством, з якого почався Силіконовий ліс, стала заснована 1970 року Floating Point Systems. Навколо цих трьох підприємств почали формуватися подібні нові, або допоміжні підприємства. Згодом сюди поступово перевело основне виробництво Intel, що заохотило відкриття виробництв інших високотехнічних компаній.
Термін «Кремнієвий ліс» вигадала Lattice Semiconductor у своєму прес-релізі у Японії у 1981 році.

## Поточні підприємства Кремнієвого лісу
- Act-On
- Airbnb
- Ambric (придбане Nethra Imaging у квітні 2009)
- Apple Inc. (програмне виробництво у Ванкувері, Вашингтон. Раніше було Claris products group)
- Arris Group (через придбання C-COR)
- Autodesk Inc (споживацький центр)
- Biotronik
- Brandlive
- Cambia Health Solutions (HealthSparq, Wellero, Hubbub, й SpendWell)
- Cascade Microtech
- CD Baby
- Consumer Cellular[2]
- Digimarc[2]
- eBay[3]
- Electro Scientific Industries
- Elemental
- EPSON[4]
- Extensis
- Exterro
- FEI Company
- FLIR Systems
- ForgeRock
- GemStone Systems
- Genentech[5]
- Google
- Grass Valley (company)
- Hewlett-Packard
- IBM (через придбання Sequent)
- InFocus[6]
- Instrument
- Intel[7]
- Integra Telecom[2]
- IP Fabrics
- Jama Software[8]
- Janrain
- Jive Software
- Kryptiq Corporation[9]
- LaCie
- Laika[10]
- Lam Research (через з'єднання з Novellus Systems)
- Lattice Semiconductor
- Linear Technology
- Maxim Integrated Products
- McAfee
- Mentor Graphics[6]
- Mozilla[11]
- New Relic (Головний інженерний офіс)
- Nike, Inc. (споживацьке цифрове відділення)
- Nvidia Corporation
- OpenSesame Inc
- ON Semiconductor[12]
- Oracle Corporation (через придбання Sun Microsystems)
- Panic Software
- Phoseon Technology[13]
- Planar Systems
- Pop Art, Inc.
- Puppet[14]
- Qorvo
- RadiSys Corporation
- razorfish
- R/GA
- Rentrak
- Rockwell Collins
- Sage Software (через придбання Timberline)
- Salesforce.com
- Sensory, Inc.
- Sharp Corporation[15]
- Siltronic
- Simple[16]
- Shimadzu Corp.
- SolarWorld
- SurveyMonkey
- Squarespace
- Synopsys
- Tektronix
- Tripwire
- Urban Airship[17]
- VeriWave[18]
- Vernier Software & Technology[2]
- WaferTech (TSMC субсідіарій)
- Webtrends
- WebMD
- Welch Allyn
- Xerox[19]
- XPLANE[20]
- Yahoo![21]